# Clarenzio
Clarenzio  è un nome proprio di persona italiano maschile.

## Varianti
- Maschili: Clarenzo[1][2]
- Femminili: Clarenzia[2], Clarenza[1][2]

### Varianti in altre lingue
- Catalano: Clarenç[3]
- Francese: Clarence, Clarent
- Latino: Clarentius[1][3]
  - Femminili: Clarentia[1]
- Polacco: Klarencjusz
- Portoghese: Clarêncio
- Spagnolo: Clarencio[3]

## Origine e diffusione
Deriva dal nome latino di età imperiale Clarentius, un nome augurale e tratto da clarus, ossia "chiaro", "risplendente", "illustre" (la stessa radice di Chiara).
In Italia è sostenuto dal culto di san Clarenzio, ma è raro, accentrato perlopiù in Emilia-Romagna. Va notato che la forma francese Clarence coincide con il nome inglese Clarence, che ha origine del tutto diversa.

## Onomastico
L'onomastico si può festeggiare il 25 aprile (o il 26) in memoria di san Clarenzio, vescovo di Vienne verso gli inizi del VII secolo.